# Leyton Orient Football Club
Il Leyton Orient Football Club, meglio noto come Leyton Orient, è una società calcistica inglese con sede nel quartiere di Leyton, nel borgo londinese di Waltham Forest. Milita attualmente nella Football League One, la terza serie del campionato inglese.
Fondato nel 1881 con il nome di Glyn Cricket Club, iniziò a dedicarsi al calcio nel 1888 con il nome di Orient e assunse la denominazione Leyton Orient Football Club dopo la seconda guerra mondiale. Ha partecipato ad un campionato inglese di First Division, la massima serie nazionale, nella stagione 1962-1963, annata che si chiuse con la retrocessione, malgrado tre grandi vittorie conseguite nell'arco di soli dodici giorni: contro i rivali del West Ham United, contro i futuri vincitori del campionato dell'Everton e contro il Manchester Utd. 
Il primatista di presenze con la formazione londinese è Peter Allen, con 432 partite disputate dal 1965 al 1978. Dal 1937 lo stadio della squadra, che gioca in tenuta rossa, è Brisbane Road, situato nel quartiere di Leyton; in precedenza la compagine londinese era di scena a Millfields e Lea Bridge Road. La sede del club si trova a Brisbane Road ed è nota ufficialmente come Matchroom Stadium. 
I tifosi chiamano comunemente la squadra "Orient" o semplicemente "The O's".

## Storia
Fondato nel 1881 con il nome di Glyn Cricket Club, iniziò a dedicarsi al calcio nel 1888 con il nome di Orient e si unì alla London League nel 1896 dopo il successo nella Clapham & District League. Due anni dopo assunse il nome di Clapton Orient e nel 1907 entrò nella Football League. 
Retrocesso in Second Division nel 1929, il club assunse la denominazione Leyton Orient Football Club dopo la seconda guerra mondiale. 
Nel 1955-1956 vinse il titolo di Third Division South e nel 1961-1962 ottenne la promozione in First Division. È quello l'unico campionato di massima serie cui ha partecipato il Leyton Orient, ma la stagione 1962-1963 si chiuse con la retrocessione, malgrado tre grandi vittorie conseguite nell'arco di soli dodici giorni: contro i rivali del West Ham United, contro i futuri vincitori del campionato dell'Everton e contro il Manchester Utd. 
Alla caduta in seconda serie seguì un'altra retrocessione, in terza serie, nel 1966. Rivinto il titolo di Third Division sotto la guida di Jimmy Bloomfield nel 1969-1970, la squadra trascorse gli anni '70 nella seconda serie inglese, vincendo due London Challenge Cup e raggiungendo la finale della Coppa anglo-scozzese nel 1976-1977 e le semifinali della FA Cup nel 1977-1978 (sconfitta per 3-0 contro l'Arsenal), prima di retrocedere nel 1982 e di nuovo nel 1985. 
Nel 1988-1989 ottenne la promozione in Third Division vincendo i play-off di Fourth Division, ma nel 1994-1995 retrocesse nuovamente. Tra l'ottobre del 1993 e il settembre del 1995, l'Orient non vinse nessuna partita di campionato in trasferta.
Nel 1995 la presidenza passò a Barry Hearn, dopo che il club fu messo in vendita alla cifra simbolica di 5 sterline dall'allora-presidente Tony Wood, le cui piantagioni di caffè in Ruanda erano state distrutte durante la locale guerra civile. Il club rischiò di cessare l'attività e gli eventi furono filmati in un documentario televisivo intitolato Orient: Club for a Fiver, prodotto da Open Media per il canale televisivo Channel 4. Il club ottenne la promozione in League One nel 2005-2006. 
Geraint Williams fu allenatore dal 5 febbraio 2009 al 3 aprile 2010, quando, in seguito alla sconfitta in casa 3-1 contro l'Hartlepool United, diede le dimissioni. A succedergli (dopo un breve interim di Kevin Nugent) fu Russell Slade. 
Nel luglio del 2014 Hearn completò la cessione del club all'imprenditore italiano Francesco Becchetti. In tre anni il nuovo presidente rimediò due retrocessioni, con dieci cambi di allenatore. Slade rimase in panchina fino al 24 settembre 2014 e, dall'8 dicembre 2014, da Fabio Liverani, dopo che il ruolo era stato ricoperto per alcune settimane dal direttore sportivo Mauro Milanese, il quale non era riuscito a salvare la squadra dalla retrocessione nella Football League Two, la quarta serie inglese. 
Nella stagione 2015-2016, in Football League Two, la squadra mancò per sei punti l'accesso ai play-off, mentre la travagliata annata seguente, segnata da un rendimento pessimo e agitazioni contro Becchetti per il mancato pagamento degli stipendi, vide succedersi sulla panchina dei londinesi ben cinque tecnici e si concluse in modo disastroso, con la retrocessione in National League, la quinta serie inglese. Il Leyton salutò dunque, dopo 112 anni di militanza, la Football League.
Nel 2017 si insediò il presidente Nigel Travis, che ingaggiò l'allenatore Justin Edinburgh. Dopo il tredicesimo posto del 2017-2018, nel 2018-2019 la squadra riguadagnò la promozione in Football League Two vincendo il campionato di quinta serie, raggiungendo in seguito la finale del FA Trophy. Nella stagione 2022-2023 con manager Richie Wellens, vinse il campionato di League Two ritornando in League One e dove ottenne una salvezza tranquilla la stagione successiva.

## Il talent show
Dal 4 dicembre 2014 al 7 maggio 2015 è andato in onda su Agon Channel, canale televisivo di proprietà di Francesco Becchetti, un talent show con l'obiettivo di trovare nuovi calciatori per il Leyton Orient per la stagione 2015-2016. Il programma è andato in onda con una striscia quotidiana che raccontava gli allenamenti e la vita privata dei ragazzi selezionati, mentre le puntate in prima serata, incentrate su sfide ed eliminazioni, sono state condotte da Simona Ventura con la partecipazione di Fabio Galante, Fulvio Collovati e Nicola Berti nel ruolo di giudici e di diversi ospiti opinionisti a rotazione. Vincitori del programma: Jacopo Colangelo e Andrea Paloni.

## Allenatori
- Jimmy Seed (1931-1933)
- Alec Stock (1949-1955)
- Alec Stock (1956-1957)
- Alec Stock (1958-1959)
- Johnny Carey (1961-1963)
- Benny Fenton (1963-1964)
- Dave Sexton (1965)
- Jimmy Bloomfield (1968-1971)
- George Petchey (1971-1977)
- Jimmy Bloomfield (1977-1981)
- Ken Knighton (1981-1982)
- Frank Clark (1982-1991)
- Peter Eustace (1991-1994)
- Tommy Taylor (1996-2001)
- Paul Brush (2001-2003)
- Geraint Williams (2009-2010)
- Russell Slade (2010-2014)
- Mauro Milanese (2014)
- Fabio Liverani (2014-2015)
- Alberto Cavasin (2016)
- Kevin Nolan (2016)
- Justin Edinburgh (2017-2019)
- Richie Wellens (2022-)

## Palmarès

### Competizioni nazionali
- Third Division: 1

1969-1970
- Third Division South: 1

1955-1956
- Campionato inglese di quarta divisione: 1

2022-2023
- National League: 1

2018-2019

### Competizioni regionali
- London League Division Two: 1

1904-1905
- London Challenge Cup: 4

1911-1912, 1971-1972, 1972-1973, 1992-1993

### Altri piazzamenti
- Campionato inglese di seconda divisione:

Secondo posto: 1961-1962
- Football League One:

Terzo posto: 2013-2014
- Third Division South:

Secondo posto: 1954-1955
- Campionato inglese di quarta divisione:

Primo posto: 2022-2023
Terzo posto: 2005-2006
Vittoria play-off: 1988-1989
- Coppa d'Inghilterra:

Semifinalista: 1977-1978
- Football League Trophy:

Semifinalista: 1994-1995, 2012-2013
- Coppa anglo-scozzese:

Finalista: 1976-1977

## Organico

### Rosa 2024-2025
Aggiornata al 3 dicembre 2024.
| N. |                        | Ruolo | Calciatore       |
| -- | ---------------------- | ----- | ---------------- |
| 1  | Inghilterra (bandiera) | P     | Zach Hemming     |
| 2  | Galles (bandiera)      | D     | Tom James        |
| 3  | Inghilterra (bandiera) | D     | Jayden Sweeney   |
| 4  | Inghilterra (bandiera) | D     | Jack Simpson     |
| 5  | Inghilterra (bandiera) | D     | Dan Happe        |
| 6  | Galles (bandiera)      | D     | Brandon Cooper   |
| 7  | Inghilterra (bandiera) | A     | Dan Agyei        |
| 8  | Inghilterra (bandiera) | C     | Jordan Brown     |
| 10 | Inghilterra (bandiera) | A     | Jordan Graham    |
| 11 | Scozia (bandiera)      | C     | Theo Archibald   |
| 12 | Inghilterra (bandiera) | C     | Jack Currie      |
| 15 | Inghilterra (bandiera) | C     | Dominic Ball     |
| 16 | Inghilterra (bandiera) | C     | Lewis Warrington |
| 17 | Inghilterra (bandiera) | A     | Jamie Donley     |
| 18 | Inghilterra (bandiera) | C     | Darren Pratley   |

| N. |                             | Ruolo | Calciatore         |
| -- | --------------------------- | ----- | ------------------ |
| 19 | Grenada (bandiera)          | D     | Omar Beckles       |
| 20 | Inghilterra (bandiera)      | A     | Sonny Perkins      |
| 21 | Inghilterra (bandiera)      | C     | Ollie O'Neill      |
| 22 | Irlanda del Nord (bandiera) | C     | Ethan Galbraith    |
| 23 | Stati Uniti (bandiera)      | A     | Charlie Kelman     |
| 24 | Irlanda (bandiera)          | P     | Josh Keeley        |
| 26 | Inghilterra (bandiera)      | P     | Noah Phillips      |
| 27 | Inghilterra (bandiera)      | C     | Diallang Jaiyesimi |
| 28 | Inghilterra (bandiera)      | D     | Sean Clare         |
| 29 | Kenya (bandiera)            | C     | Zech Obiero        |
|    | Inghilterra (bandiera)      | P     | Sam Howes          |
|    | Inghilterra (bandiera)      | P     | Rhys Byrne         |
|    | Grecia (bandiera)           | C     | Thomas Avgoustidis |
|    | Inghilterra (bandiera)      | C     | Hayden Bullas      |

### Rosa 2023-2024
Aggiornata al 6 febbraio 2024.
| N. |                             | Ruolo | Calciatore       |
| -- | --------------------------- | ----- | ---------------- |
| 1  | Inghilterra (bandiera)      | P     | Sam Sargeant     |
| 2  | Galles (bandiera)           | D     | Tom James        |
| 4  | Irlanda (bandiera)          | D     | Shadrach Ogie    |
| 5  | Inghilterra (bandiera)      | D     | Dan Happe        |
| 6  | Irlanda del Nord (bandiera) | D     | Adam Thompson    |
| 7  | Irlanda del Nord (bandiera) | C     | Paul Smyth       |
| 8  | Inghilterra (bandiera)      | C     | Craig Clay       |
| 9  | Inghilterra (bandiera)      | A     | Jordan Graham    |
| 10 | Cipro (bandiera)            | C     | Ruel Sotiriou    |
| 11 | Scozia (bandiera)           | C     | Theo Archibald   |
| 12 | Inghilterra (bandiera)      | C     | Jordan Brown     |
| 14 | Inghilterra (bandiera)      | C     | George Moncur    |
| 15 | Tunisia (bandiera)          | C     | Idris El Mizouni |
| 16 | Irlanda (bandiera)          | C     | Aaron Drinan     |
| 17 | Australia (bandiera)        | C     | Jordan Lyden     |

| N. |                        | Ruolo | Calciatore           |
| -- | ---------------------- | ----- | -------------------- |
| 18 | Inghilterra (bandiera) | C     | Darren Pratley       |
| 19 | Grenada (bandiera)     | D     | Omar Beckles         |
| 20 | Cipro (bandiera)       | C     | Anthony Georgiou     |
| 22 | Cile (bandiera)        | P     | Lawrence Vigouroux   |
| 23 | Stati Uniti (bandiera) | A     | Charlie Kelman       |
| 24 | Inghilterra (bandiera) | D     | Jayden Sweeney       |
| 26 | Galles (bandiera)      | A     | Sonny Fish           |
| 27 | Inghilterra (bandiera) | P     | Rhys Byrne           |
| 30 | Inghilterra (bandiera) | C     | Jephte Tanga         |
| 32 | Inghilterra (bandiera) | D     | Rob Hunt             |
| 33 | Scozia (bandiera)      | D     | Jamie McCart         |
| 34 | Irlanda (bandiera)     | C     | Kieran Sadlier       |
| 40 | Guyana (bandiera)      | C     | Stephen Duke-McKenna |
| 43 | Galles (bandiera)      | D     | Ed Turns             |
|    | Inghilterra (bandiera) | A     | Daniel Nkrumah       |

### Rosa 2022-2023
Aggiornata al 10 marzo 2023.
| N. |                             | Ruolo | Calciatore       |
| -- | --------------------------- | ----- | ---------------- |
| 1  | Inghilterra (bandiera)      | P     | Sam Sargeant     |
| 2  | Galles (bandiera)           | D     | Tom James        |
| 4  | Irlanda (bandiera)          | D     | Shadrach Ogie    |
| 5  | Inghilterra (bandiera)      | D     | Dan Happe        |
| 6  | Irlanda del Nord (bandiera) | D     | Adam Thompson    |
| 7  | Irlanda del Nord (bandiera) | C     | Paul Smyth       |
| 8  | Inghilterra (bandiera)      | C     | Craig Clay       |
| 9  | Inghilterra (bandiera)      | A     | Jordan Graham    |
| 10 | Cipro (bandiera)            | C     | Ruel Sotiriou    |
| 11 | Scozia (bandiera)           | C     | Theo Archibald   |
| 12 | Inghilterra (bandiera)      | C     | Jordan Brown     |
| 14 | Inghilterra (bandiera)      | C     | George Moncur    |
| 15 | Tunisia (bandiera)          | C     | Idris El Mizouni |
| 16 | Irlanda (bandiera)          | C     | Aaron Drinan     |
| 17 | Australia (bandiera)        | C     | Jordan Lyden     |

| N. |                        | Ruolo | Calciatore           |
| -- | ---------------------- | ----- | -------------------- |
| 18 | Inghilterra (bandiera) | C     | Darren Pratley       |
| 19 | Grenada (bandiera)     | D     | Omar Beckles         |
| 20 | Cipro (bandiera)       | C     | Anthony Georgiou     |
| 22 | Cile (bandiera)        | P     | Lawrence Vigouroux   |
| 23 | Stati Uniti (bandiera) | A     | Charlie Kelman       |
| 24 | Inghilterra (bandiera) | D     | Jayden Sweeney       |
| 26 | Galles (bandiera)      | A     | Sonny Fish           |
| 27 | Inghilterra (bandiera) | P     | Rhys Byrne           |
| 30 | Inghilterra (bandiera) | C     | Jephte Tanga         |
| 32 | Inghilterra (bandiera) | D     | Rob Hunt             |
| 33 | Scozia (bandiera)      | D     | Jamie McCart         |
| 34 | Irlanda (bandiera)     | C     | Kieran Sadlier       |
| 40 | Guyana (bandiera)      | C     | Stephen Duke-McKenna |
| 43 | Galles (bandiera)      | D     | Ed Turns             |
|    | Inghilterra (bandiera) | A     | Daniel Nkrumah       |

### Rosa 2021-2022
Aggiornata al 10 dicembre 2021.
| N. |                        | Ruolo | Calciatore          |
| -- | ---------------------- | ----- | ------------------- |
| 1  | Inghilterra (bandiera) | P     | Sam Sargeant        |
| 2  | Inghilterra (bandiera) | D     | Sam Ling            |
| 3  | Inghilterra (bandiera) | D     | Joe Widdowson       |
| 4  | Mali (bandiera)        | C     | Ousseynou Cissé     |
| 6  | Inghilterra (bandiera) | D     | Josh Coulson        |
| 7  | Giamaica (bandiera)    | C     | Jobi McAnuff        |
| 8  | Inghilterra (bandiera) | C     | Craig Clay          |
| 9  | Irlanda (bandiera)     | A     | Conor Wilkinson     |
| 10 | Inghilterra (bandiera) | C     | Jordan Maguire-Drew |
| 11 | Inghilterra (bandiera) | C     | James Dayton        |
| 12 | Inghilterra (bandiera) | D     | Jordan Thomas       |
| 14 | Inghilterra (bandiera) | D     | Myles Judd          |
| 15 | Inghilterra (bandiera) | D     | Dan Happe           |

| N. |                        | Ruolo | Calciatore         |
| -- | ---------------------- | ----- | ------------------ |
| 16 | Inghilterra (bandiera) | C     | James Brophy       |
| 17 | Inghilterra (bandiera) | A     | Louis Dennis       |
| 18 | Inghilterra (bandiera) | D     | Tunji Akinola      |
| 19 | Inghilterra (bandiera) | A     | Lee Angol          |
| 20 | Cipro (bandiera)       | A     | Ruel Sotiriou      |
| 22 | Cile (bandiera)        | P     | Lawrence Vigouroux |
| 23 | Inghilterra (bandiera) | D     | Jamie Turley       |
| 25 | Irlanda (bandiera)     | D     | Shadrach Ogie      |
| 26 | Cipro (bandiera)       | C     | Hector Kyprianou   |
| 29 | Inghilterra (bandiera) | D     | Jayden Sweeney     |
| 39 | Inghilterra (bandiera) | A     | Danny Johnson      |
| 44 | Inghilterra (bandiera) | C     | Josh Wright        |
|    | Inghilterra (bandiera) | C     | Brendon Shabani    |

### Rosa 2020-2021
Aggiornata al 18 dicembre 2020.
| N. |                        | Ruolo | Calciatore          |
| -- | ---------------------- | ----- | ------------------- |
| 1  | Inghilterra (bandiera) | P     | Sam Sargeant        |
| 2  | Inghilterra (bandiera) | D     | Sam Ling            |
| 3  | Inghilterra (bandiera) | D     | Joe Widdowson       |
| 4  | Mali (bandiera)        | C     | Ousseynou Cissé     |
| 6  | Inghilterra (bandiera) | D     | Josh Coulson        |
| 7  | Giamaica (bandiera)    | C     | Jobi McAnuff        |
| 8  | Inghilterra (bandiera) | C     | Craig Clay          |
| 9  | Irlanda (bandiera)     | A     | Conor Wilkinson     |
| 10 | Inghilterra (bandiera) | C     | Jordan Maguire-Drew |
| 11 | Inghilterra (bandiera) | C     | James Dayton        |
| 12 | Inghilterra (bandiera) | D     | Jordan Thomas       |
| 14 | Inghilterra (bandiera) | D     | Myles Judd          |
| 15 | Inghilterra (bandiera) | D     | Dan Happe           |

| N. |                        | Ruolo | Calciatore         |
| -- | ---------------------- | ----- | ------------------ |
| 16 | Inghilterra (bandiera) | C     | James Brophy       |
| 17 | Inghilterra (bandiera) | A     | Louis Dennis       |
| 18 | Inghilterra (bandiera) | D     | Tunji Akinola      |
| 19 | Inghilterra (bandiera) | A     | Lee Angol          |
| 20 | Cipro (bandiera)       | A     | Ruel Sotiriou      |
| 22 | Cile (bandiera)        | P     | Lawrence Vigouroux |
| 23 | Inghilterra (bandiera) | D     | Jamie Turley       |
| 25 | Irlanda (bandiera)     | D     | Shadrach Ogie      |
| 26 | Cipro (bandiera)       | C     | Hector Kyprianou   |
| 29 | Inghilterra (bandiera) | D     | Jayden Sweeney     |
| 39 | Inghilterra (bandiera) | A     | Danny Johnson      |
| 44 | Inghilterra (bandiera) | C     | Josh Wright        |
|    | Inghilterra (bandiera) | C     | Brendon Shabani    |

### Rosa 2019-2020
Aggiornata al 2 giugno 2020.
| N. |                             | Ruolo | Calciatore          |
| -- | --------------------------- | ----- | ------------------- |
| 2  | Inghilterra (bandiera)      | D     | Sam Ling            |
| 3  | Inghilterra (bandiera)      | D     | Joe Widdowson       |
| 4  | Irlanda del Nord (bandiera) | C     | Dale Gorman         |
| 5  | Inghilterra (bandiera)      | D     | Marvin Ekpiteta     |
| 6  | Inghilterra (bandiera)      | D     | Josh Coulson        |
| 7  | Giamaica (bandiera)         | C     | Jobi McAnuff        |
| 8  | Inghilterra (bandiera)      | C     | Craig Clay          |
| 9  | Irlanda (bandiera)          | A     | Conor Wilkinson     |
| 10 | Inghilterra (bandiera)      | C     | Jordan Maguire-Drew |
| 11 | Inghilterra (bandiera)      | C     | James Dayton        |
| 12 | Inghilterra (bandiera)      | P     | Sam Sargeant        |
| 14 | Inghilterra (bandiera)      | D     | Myles Judd          |
| 15 | Inghilterra (bandiera)      | D     | Dan Happe           |
| 16 | Inghilterra (bandiera)      | C     | James Brophy        |

| N. |                        | Ruolo | Calciatore         |
| -- | ---------------------- | ----- | ------------------ |
| 17 | Inghilterra (bandiera) | A     | Louis Dennis       |
| 18 | Inghilterra (bandiera) | A     | Matt Harrold       |
| 19 | Inghilterra (bandiera) | A     | Lee Angol          |
| 20 | Cipro (bandiera)       | A     | Ruel Sotiriou      |
| 22 | Cile (bandiera)        | P     | Lawrence Vigouroux |
| 23 | Inghilterra (bandiera) | D     | Jamie Turley       |
| 24 | Inghilterra (bandiera) | P     | Arthur Janata      |
| 25 | Irlanda (bandiera)     | D     | Shadrach Ogie      |
| 26 | Cipro (bandiera)       | C     | Hector Kyprianou   |
| 27 | Inghilterra (bandiera) | A     | James Alabi        |
| 28 | Inghilterra (bandiera) | C     | Brendon Shabani    |
| 29 | Inghilterra (bandiera) | D     | Jayden Sweeney     |
| 39 | Inghilterra (bandiera) | A     | Danny Johnson      |
| 44 | Inghilterra (bandiera) | C     | Josh Wright        |

### Rosa 2018-2019
Aggiornata al 16 febbraio 2019.
| N. |                        | Ruolo | Calciatore              |
| -- | ---------------------- | ----- | ----------------------- |
| 1  | Inghilterra (bandiera) | P     | Dean Brill              |
| 2  | Inghilterra (bandiera) | D     | Sam Ling                |
| 3  | Inghilterra (bandiera) | D     | Joe Widdowson           |
| 4  | Galles (bandiera)      | C     | Alex Lawless            |
| 6  | Inghilterra (bandiera) | D     | Josh Coulson            |
| 7  | Giamaica (bandiera)    | C     | Jobi McAnuff (capitano) |
| 8  | Inghilterra (bandiera) | C     | Craig Clay              |
| 9  | Zimbabwe (bandiera)    | A     | Macauley Bonne          |
| 10 | Inghilterra (bandiera) | C     | Jordan Maguire-Drew     |
| 11 | Inghilterra (bandiera) | C     | James Dayton            |
| 12 | Inghilterra (bandiera) | P     | Charlie Grainger        |
| 14 | Inghilterra (bandiera) | D     | Myles Judd              |
| 15 | Inghilterra (bandiera) | D     | Dan Happe               |
| 16 | Inghilterra (bandiera) | C     | James Brophy            |

| N. |                             | Ruolo | Calciatore      |
| -- | --------------------------- | ----- | --------------- |
| 17 | Irlanda del Nord (bandiera) | C     | Dale Gorman     |
| 18 | Inghilterra (bandiera)      | A     | Matt Harrold    |
| 19 | Inghilterra (bandiera)      | A     | Josh Koroma     |
| 20 | Inghilterra (bandiera)      | A     | Ruel Sotiriou   |
| 21 | Inghilterra (bandiera)      | D     | Marvin Ekpiteta |
| 22 | Inghilterra (bandiera)      | C     | Charlie Lee     |
| 23 | Inghilterra (bandiera)      | D     | Jamie Turley    |
| 24 | Inghilterra (bandiera)      | P     | Sam Sargeant    |
| 25 | Irlanda (bandiera)          | D     | Shadrach Ogie   |
| 26 | Inghilterra (bandiera)      | P     | Arthur Janata   |
| 27 | Inghilterra (bandiera)      | A     | James Alabi     |
| 29 | Inghilterra (bandiera)      | D     | Jayden Sweeney  |
| 30 | Inghilterra (bandiera)      | A     | Jay Simpson     |

### Rosa 2017-2018
| N. |                             | Ruolo | Calciatore       |
| -- | --------------------------- | ----- | ---------------- |
| 3  | Inghilterra (bandiera)      | D     | Callum Kennedy   |
| 4  | Scozia (bandiera)           | C     | Liam Kelly       |
| 6  | Inghilterra (bandiera)      | D     | Tom Parkes       |
| 7  | Irlanda (bandiera)          | C     | Michael Collins  |
| 8  | Irlanda del Nord (bandiera) | C     | Robbie Weir      |
| 10 | Inghilterra (bandiera)      | A     | Paul McCallum    |
| 11 | Inghilterra (bandiera)      | C     | Gavin Massey     |
| 12 | Inghilterra (bandiera)      | P     | Charlie Grainger |
| 14 | Inghilterra (bandiera)      | C     | Sammy Moore      |
| 15 | Francia (bandiera)          | C     | Nigel Atangana   |
| 16 | Inghilterra (bandiera)      | D     | Nicky Hunt       |
| 18 | Francia (bandiera)          | C     | Ulrich N'Nomo    |

| N. |                        | Ruolo | Calciatore       |
| -- | ---------------------- | ----- | ---------------- |
| 19 | Francia (bandiera)     | D     | Teddy Mézague    |
| 20 | Inghilterra (bandiera) | D     | Harry Cornick    |
| 22 | Portogallo (bandiera)  | D     | Sandro Semedo    |
| 23 | Inghilterra (bandiera) | C     | Freddy Moncur    |
| 24 | Inghilterra (bandiera) | P     | Sam Sargeant     |
| 25 | Inghilterra (bandiera) | D     | Aron Pollock     |
| 26 | Nigeria (bandiera)     | A     | Victor Adeboyejo |
| 28 | Inghilterra (bandiera) | A     | Josh Koroma      |
| 29 | Inghilterra (bandiera) | D     | Myles Judd       |
| 30 | Inghilterra (bandiera) | A     | Sam Dalby        |
| 31 | Inghilterra (bandiera) | A     | Steven Alzate    |
| 37 | Francia (bandiera)     | D     | Yvan Erichot     |
| 46 | Paesi Bassi (bandiera) | D     | Jens Janse       |

### Rosa 2013-2014
| N. |                        | Ruolo | Calciatore      |
| -- | ---------------------- | ----- | --------------- |
| 1  | Inghilterra (bandiera) | P     | Jamie Jones     |
| 2  | Inghilterra (bandiera) | D     | Elliot Omozusi  |
| 3  | Inghilterra (bandiera) | D     | Gary Sawyer     |
| 4  | Inghilterra (bandiera) | D     | Romain Vincelot |
| 5  | Scozia (bandiera)      | D     | Scott Cuthbert  |
| 6  | Francia (bandiera)     | D     | Mathieu Baudry  |
| 7  | Inghilterra (bandiera) | C     | Dean Cox        |
| 8  | Galles (bandiera)      | C     | Lloyd James     |
| 9  | Giamaica (bandiera)    | A     | Kevin Lisbie    |
| 10 | Irlanda (bandiera)     | A     | Dave Mooney     |
| 11 | Inghilterra (bandiera) | C     | Moses Odubajo   |

| N. |                             | Ruolo | Calciatore          |
| -- | --------------------------- | ----- | ------------------- |
| 12 | Inghilterra (bandiera)      | P     | Jake Larkins        |
| 14 | Inghilterra (bandiera)      | A     | Shaum Batt          |
| 15 | Inghilterra (bandiera)      | D     | Nathan Clarke       |
| 16 | Inghilterra (bandiera)      | C     | Harry Bertie Lee    |
| 17 | Inghilterra (bandiera)      | C     | De'Reece Vanderhyde |
| 18 | Inghilterra (bandiera)      | C     | Jack Sherratt       |
| 19 | Francia (bandiera)          | C     | Yohann Lasimant     |
| 20 | Irlanda del Nord (bandiera) | A     | Johnny Gorman       |
| 21 | Inghilterra (bandiera)      | C     | Marvin Bartley      |
| 22 | Inghilterra (bandiera)      | A     | Jayden Stockley     |
| 24 | Irlanda (bandiera)          | C     | Frankie Sutherland  |

### Rosa 2012-2013
| N. |                        | Ruolo | Calciatore       |
| -- | ---------------------- | ----- | ---------------- |
| 1  | Inghilterra (bandiera) | P     | Jamie Jones      |
| 2  | Irlanda (bandiera)     | C     | Leon McSweeney   |
| 3  | Inghilterra (bandiera) | D     | Gary Sawyer      |
| 4  | Inghilterra (bandiera) | D     | Ben Chorley      |
| 5  | Scozia (bandiera)      | D     | Scott Cuthbert   |
| 6  | Francia (bandiera)     | D     | Mathieu Baudry   |
| 7  | Inghilterra (bandiera) | C     | Dean Cox         |
| 8  | Montserrat (bandiera)  | C     | Anthony Griffith |
| 9  | Giamaica (bandiera)    | A     | Kevin Lisbie     |
| 10 | Inghilterra (bandiera) | A     | Michael Symes    |
| 11 | Inghilterra (bandiera) | C     | Jimmy Smith      |

| N. |                        | Ruolo | Calciatore       |
| -- | ---------------------- | ----- | ---------------- |
| 12 | Inghilterra (bandiera) | P     | Lee Butcher      |
| 14 | Scozia (bandiera)      | C     | Marc Laird       |
| 15 | Inghilterra (bandiera) | D     | Nathan Clarke    |
| 16 | Inghilterra (bandiera) | P     | Ryan Allsop      |
| 17 | Inghilterra (bandiera) | C     | Moses Odubajo    |
| 18 | Inghilterra (bandiera) | C     | Billy Lobjoit    |
| 19 | Inghilterra (bandiera) | P     | Charlie Grainger |
| 23 | Galles (bandiera)      | C     | Lloyd James      |
| 26 | Inghilterra (bandiera) | A     | Ryan Brunt       |
| 39 | Irlanda (bandiera)     | A     | Dave Mooney      |
| —  | Inghilterra (bandiera) | A     | Afolabi Obafemi  |

### Rosa 2010-2011
| N. |                        | Ruolo | Calciatore      |
| -- | ---------------------- | ----- | --------------- |
| 1  | Inghilterra (bandiera) | P     | Jamie Jones     |
| 2  | Inghilterra (bandiera) | D     | Elliot Omozusi  |
| 3  | Inghilterra (bandiera) | D     | Andrew Whing    |
| 4  | Inghilterra (bandiera) | D     | Ben Chorley     |
| 6  | Inghilterra (bandiera) | D     | Terrell Forbes  |
| 7  | Inghilterra (bandiera) | C     | Dean Cox        |
| 8  | Irlanda (bandiera)     | C     | Stephen Dawson  |
| 9  | Inghilterra (bandiera) | A     | Scott McGleish  |
| 10 | Inghilterra (bandiera) | C     | Adam Chambers   |
| 11 | Inghilterra (bandiera) | A     | Alex Revell     |
| 12 | Inghilterra (bandiera) | P     | Lee Butcher     |
| 13 | Inghilterra (bandiera) | C     | Charlie Daniels |
| 14 | Inghilterra (bandiera) | A     | Ryan Jarvis     |
| 16 | Inghilterra (bandiera) | C     | Matthew Spring  |

| N. |                        | Ruolo | Calciatore       |
| -- | ---------------------- | ----- | ---------------- |
| 17 | Inghilterra (bandiera) | D     | Jason Crowe      |
| 18 | Francia (bandiera)     | A     | Jonathan Téhoué  |
| 19 | Francia (bandiera)     | D     | Mike Cestor      |
| 20 | Inghilterra (bandiera) | C     | Jimmy Smith      |
| 21 | Inghilterra (bandiera) | A     | Jake Argent      |
| 23 | Inghilterra (bandiera) | D     | Josh Millwood    |
| 24 | Inghilterra (bandiera) | P     | Tom Lovelock     |
| 25 | Inghilterra (bandiera) | C     | Thomas Carroll   |
| 26 | Inghilterra (bandiera) | C     | Moses Odubajo    |
| 27 | Belgio (bandiera)      | C     | Paul-Jose M'Poku |
| 28 | Inghilterra (bandiera) | A     | Chris Benjamin   |
| 29 | Inghilterra (bandiera) | A     | Harry Kane       |
| 30 | Inghilterra (bandiera) | D     | Adam Barrett     |